# Phare de Hampton
Pour les articles homonymes, voir Hampton.
Le phare de Hampton (anglais : Hampton Lighthouse) est un phare situé sur le chemin Hampton Wharf et surplombant l'anse Chute dans la communauté de Hampton (en) en Nouvelle-Écosse (Canada). Le phare a été construit en 1911 par Joseph Marshall. Il a été vendu en 2001 à la Hampton Lighthouse and Historical Society et il a été répertorié comme bien patrimonial provincial en 2007.

## Description
Le phare de Hampton est localisé sur le chemin Hampton Wharf à Hampton (en). Il s'agit d'une tour carrée en bois avec un toit en croupe d'une hauteur de 10,1 m,. Le revêtement est en bardeau de bois. Il est toujours équipé d'une lentille de Fresnel de 6e ordre d'origine.
La hauteur focale est de 21 m et il a une portée de 9,6 NM.

## Histoire
La phare de Hampton a été construit en 1911 par Joseph Marshall sur un lot appartenant à Lloyd Brooks. Il était allumé à l'origine par une lampe à pétrole. La gardien de phare vivait à Hampton. Il a été électrifié durant les années 1940 et automatisé en 1973.
L'équipement comme le kérosène, balais, chiffons, cartes, peinture, seaux, savons et autres étaient apportés une fois par année par le Dallard. Il ancrait à 1 milles (1,6 km) de la côte et une bateau de 20 marins, principalement Français, transportait le matériel sur la côte. Lors de la marée basse, il s'accostait sur la plage et on roulait les barils de pétrole sur des planches et lors de la marée haute il s'accostait simplement au quai.
La Garde côtière canadienne a remplacé le bardeau de bois des côtés du phare et réparé le toit de février à mai 1993.
En 2001, le gouvernement du Canada vend le phare pour 1 $ à la Hampton Lighthouse and Historical Society. Il s'agissait du second phare transféré par le gouvernement depuis la directive 96-1 permettant de transférer les phares à des organismes à but non lucratif. Le 15 novembre 2007, le phare a été inscrit comme bien provincial. Il a été repeint en 2008.

## Gardiens de phare
Le premier gardien de phare est Thomas Burton. Il est rapidement remplacé par Herbert Foster. Durant les années 1920, il est remplacé par Vernon Dunn et ensuite par Claude Hamilton durant les années 1950. En 1957, Frank Cropley est devenue le gardien de phare, mais l'automatisation partielle du phare lui a donné très peu de travail à faire. Peu de temps après, le ministère des Transports a pris le relève en faisant une visite mensuelle.